# Chrysoperla lucasina
Chrysoperla lucasina je ena od petih sestrskih vrst navadne tenčičarice (Chrysoperla carnea), žuželke iz družine tenčičaric, ki je razširjena predvsem po večjem delu Evrope, pa tudi po zahodni Aziji in severni Afriki. Skupaj s sestrskimi vrstami je znana predvsem po tem, da njene ličinke plenijo druge majhne žuželke, kot so listne uši, zaradi česar jo v kmetijstvu s pridom uporabljajo za biološki nadzor škodljivcev.

## Opis
Od navadne tenčičarice se Chrysoperla lucasina loči po nekaj drobnih morfoloških značilnostih, predvsem pa po snubitvenih napevih, ki jih s tremulacijo proizvaja samec tako, da sunkovito potresava z zadkom, ne da bi se dotikal podlage. Na tak način nastajajo snubitveni napevi s frekvencami do 200 Hz. Tresljaje, ki se prenašajo po podlagi, zaznavajo s podkolenskimi (subgenualnimi) organi v nogah, na ta način pa se samci in samice sporazumevajo med seboj. Na podlagi frekvence se ti napevi uporabljajo za prepoznavanje različnih vrst.
Na bazi sprednjega para kril imajo razvit timpanalni organ s katerim zaznavajo ultrazvočne frekvence od 13 do 150 kHz. Tovrstne frekvence pri lovu uporabljajo netopirji, tenčičarice pa ga zaznajo in se na ta način netopirjem lahko izognejo.